# Une vie française
Pour les articles homonymes, voir Une vie française (téléfilm).
Une vie française est un roman de Jean-Paul Dubois publié le 27 août 2004 aux éditions de l'Olivier. Ce roman a reçu le Prix du roman Fnac et le Prix Femina la même année.

## Résumé
Le narrateur, Paul Blick, est (comme l'auteur) né à Toulouse en 1950. Il raconte son parcours et sa vie depuis l'âge de huit ans (1958) jusqu'à celui de cinquante-quatre ans (2004). Le livre est découpé en chapitres portant les noms des présidents de la Ve République, de « Charles de Gaulle » à « Jacques Chirac (II) », avec même deux très courts chapitres intitulés « Alain Poher ».
Le roman commence par le cri de la mère du narrateur, apprenant la mort de son fils aîné Vincent. Cette mort qui ouvre le roman planera sur toute la vie de Paul Blick, comme une absence et presque comme un reproche. Les chapitres qui se succèdent racontent cette « vie française » de manière très factuelle, sans grands effets et dans toute sa banalité : morosité du cocon familial, études, mariage, mésentente et éloignement entre conjoints, naissance des enfants, deuils et petites joies, travail et chômage, parsèment l'existence de Paul Blick. Photographe (c'est un des hobbies de son père, et il a hérité de l'appareil de Vincent), le narrateur se spécialise dans la photographie d'arbres et d'insectes, connaît un temps le succès puis perd tout à la suite des difficultés (aux malversations ?) financières de l'entreprise de sa femme Anna : il se reconvertit alors, à cinquante ans, en jardinier paysagiste.
L'actualité politique nationale et internationale, et en particulier les présidents de la République, s'insèrent régulièrement dans la vie de Paul Blick : parfois de très loin (le narrateur ne sait plus ce qu'il faisait le jour de l'assassinat de John F. Kennedy, manière de retourner un poncif bien connu), parfois de très près (François Mitterrand lui-même l'appelle pour demander au narrateur de faire son portrait), parfois de manière terriblement intime (comme quand le Général de Gaulle semble habiter le téléviseur familial dans les années qui suivent la mort de Vincent).

## Récompenses
Ce roman a reçu le prix Femina en 2004 ainsi que le prix du roman Fnac.

## Éditions
Éditions imprimées
- Jean-Paul Dubois, Une vie française, Paris, Éditions de l'Olivier, 27 août 2004, 356 p. (ISBN 978-2-87929-467-4, BNF 39250404)
- Jean-Paul Dubois, Une vie française, Paris, Seuil, coll. « Points : roman » (no P1378), 9 septembre 2005, 400 p. (ISBN 978-2-02-082601-3, BNF 40070228)
- Jean-Paul Dubois, Une vie française, Paris, Pointdeux, 13 octobre 2011, 627 p. (ISBN 978-2-36394-037-7, BNF 42535650)[3]

Livre audio
- Jean-Paul Dubois, Une vie française, Paris, Livraphone, 17 novembre 2004 (EAN 3358950000821, BNF 40104028)Narrateur : Paul Barge ; support : 1 disque compact audio MP3 ; durée : 12 h 10 min environ ; référence éditeur : LIV 462M.

## Adaptation
Le roman a été adapté pour la télévision dans un téléfilm homonyme réalisé en 2011 par Jean-Pierre Sinapi avec Jacques Gamblin, Joffrey Verbruggen, Pauline Étienne, Édith Scob, et Bernard Le Coq dans les rôles principaux.